# Gliese 257
Gliese 257 is een tweevoudige ster met een spectraalklasse van M.V en M.V. De ster bevindt zich 26,1 lichtjaar van de zon.